# Regiunea Jalal-Abad
Regiunea Jalal-Abad, cunoscută și sub denumirea de Jalalabat, este o regiune (oblast) a Republicii Kârgâze. Capitala sa este orașul cu același nume, Jalal-Abad. Este înconjurată de (pornind în sensul acelor de ceasornic din nord) regiunea Talas, regiunea Ciui, regiunea Narân, regiunea Oș și Uzbekistan. Regiunea Jalal-Abad a fost înființată la 21 noiembrie 1939. La 27 ianuarie 1959 a devenit parte a regiunii Oș, dar și-a recăpătat vechiul statut de regiune la 14 decembrie 1990. Regiunea Jalal-Abad este formată din 8 districte și include 5 orașe, 8 localități de tip urban și 415 sate.

## Geografie
Regiunea Jalalabad acoperă 33.647 de kilometri pătrați (16,9% din suprafața totală a țării) în partea central-vestică a Kârgâzstanului.
Marginea sudică a regiunii face parte din Valea Fergana. Restul regiunii are aspect montan. M41, principala autostradă nord-sud de la Bișkek la Oș, are un traseu foarte strâmb în centrul regiunii. Un alt drum urmează granița de sud aproape spre partea vestică și apoi revine spre nord-est în valea Chatkal către Kyzyl-Adyr în regiunea Talaș. Un alt drum (închis în timpul iernii) merge spre est spre Kazarman și Narân.
O parte integrantă a sistemului electric al țării este centrala hidroelectrică Toktogul, care furnizează energie electrică și apă atât Kârgâzstanului, cât și țărilor vecine.